# دومينيك لوكليرك
دومينيك لوكليرك (بالفرنسية: Dominique Leclercq) هو لاعب كرة قدم فرنسي في مركز حراسة المرمى، ولد في 30 نوفمبر 1957 في أزبروك في فرنسا. لعب مع باريس سان جيرمان وراسينغ كولومب ونادي لانس ونادي ليل ونادي نانت.

## وصلات خارجية
- دومينيك لوكليرك على موقع قاعدة بيانات كرة القدم.إي يو (الإنجليزية)